# Aage Berntsen
Aage Berntsen (16 maggio 1885 – 16 aprile 1952) è stato uno schermidore danese.
Ha partecipato ai Giochi di Anversa 1920, gareggiando in 5 eventi nello stesso torneo olimpico.
Era figlio del primo ministro danese Klaus Berntsen e fratello dell'anch'esso schermidore Oluf Berntsen.